# Maskerate
Maskerate è un singolo del cantautore italiano Edoardo Bennato pubblicato il 12 febbraio 2021 come terzo estratto dal ventesimo album in studio Non c'è.